# Eli Anne Linnestad
Eli Anne Linnestad (nascida em 27 de fevereiro 1944) é uma atriz norueguesa. Ela fez sua estreia como atriz em 1965 em As Bruxas de Salem de Arthur Miller. Ela ganhou o Prêmio Amanda por seu papel em The Messenger.

## Filmografia parcial
- 2006 Gymnaslærer Pedersen como Gerd Tangen
- 2005 Amuletten como Frøken Pettersen
- 2003 Capo Nord
- 2002 Kissed by You como Wenche (curta-metragem)
- 2002 Jeg er Dina como Hushjelp
- 2001 Elling como Johanne
- 2001 Amatørene como farmacêutica
- 1999 Magnetisörens femte vinter como empregada doméstica
- 1998 1732 Høtten como Audhild
- 1997 Budbringeren como Betsy
- 1994 Asterix erobrer Amerika como Godemine (voz)
- 1989 Bryllupsfesten como Dyveke Holm
- 1985 Adjø solidaritet como Tove
- 1982 Krypskyttere como jornalista
- 1979 Ingen roser takk como Anne
- 1975 Min Marion como Anne-Lise
- 1973 Fem døgn i august como amiga de Viveca
- 1973 Snehvit og de syv dvergene como Rainha (voz)